# Павловський Слава Станіславович
Павло́вський Сла́ва Станісла́вович (7 лютого 1922, Київ — 1993) — український радянський архітектор, член Спілки архітекторів УРСР з 1954 року.

## Біографія
Народився в м. Києві в сім'ї службовця. У 1937—1940 роках навчався в Київській художній школі ім. Шевченка на відділенні живопису. У 1940 році поступив на навчання на архітектурний факультет Київського художнього інституту.
Після початку німецько-радянської війни був евакуйований до Куйбишева, де працював на авіаційному заводі. У 1943—1944 роках навчався в Куйбишевському інженерно-будівельному інституті. У 1944 році повернувся до Києва, де продовжив навчання на архітектурному факультеті Київського художнього інституту, який він закінчив 1949 року.
З 1949 року працював архітектором у проєктному інституті «Київпроект», з 1950 року — у Київському проєктному інституті «Діпромісто». З 1951 року працював у Свердловську в проєктному інституті «Уралдіпрошахт». З листопада 1952 року — знову в Києві, у проєктному інституті «Укрдіпрошахт», з 1959 року — головний архітектор проєкту в Київському зональному науково-дослідному інституті експериментального проєктування житлових та громадських споруд (КиївЗНДІЕП), з 1975 року — в інституті «Укржитлоремпрект».
Помер 1993 року.

## Творчість
Автор проєктів (у складі творчих колективів):
- реконструкція та надбудова житлового будинку по вул. Великій Васильківській, 12 у Києві (1950—1951),
- планування центральної частини міста Кадіївка (1950—1951),
- адміністративні та житлові споруди у Свердловську, Волчанську, Карпінську (1951—1952),
- павільйон «Вугілля» на ВДНГ УРСР (1957—1958),
- 100-квартирний житловий будинок по Естонській вулиці (1959),
- станція метро «Дніпро» в Києві (1960)[1],
- житловий будинок на бульварі Лесі Українки, 3 в Києві (1962—1964),
- житлові 12-поверхові будинки № 6, 8, 10 по вулиці Юності в Києві (1962—1965),
- готель «Русь» у Києві (1969—1979).

## Зображення

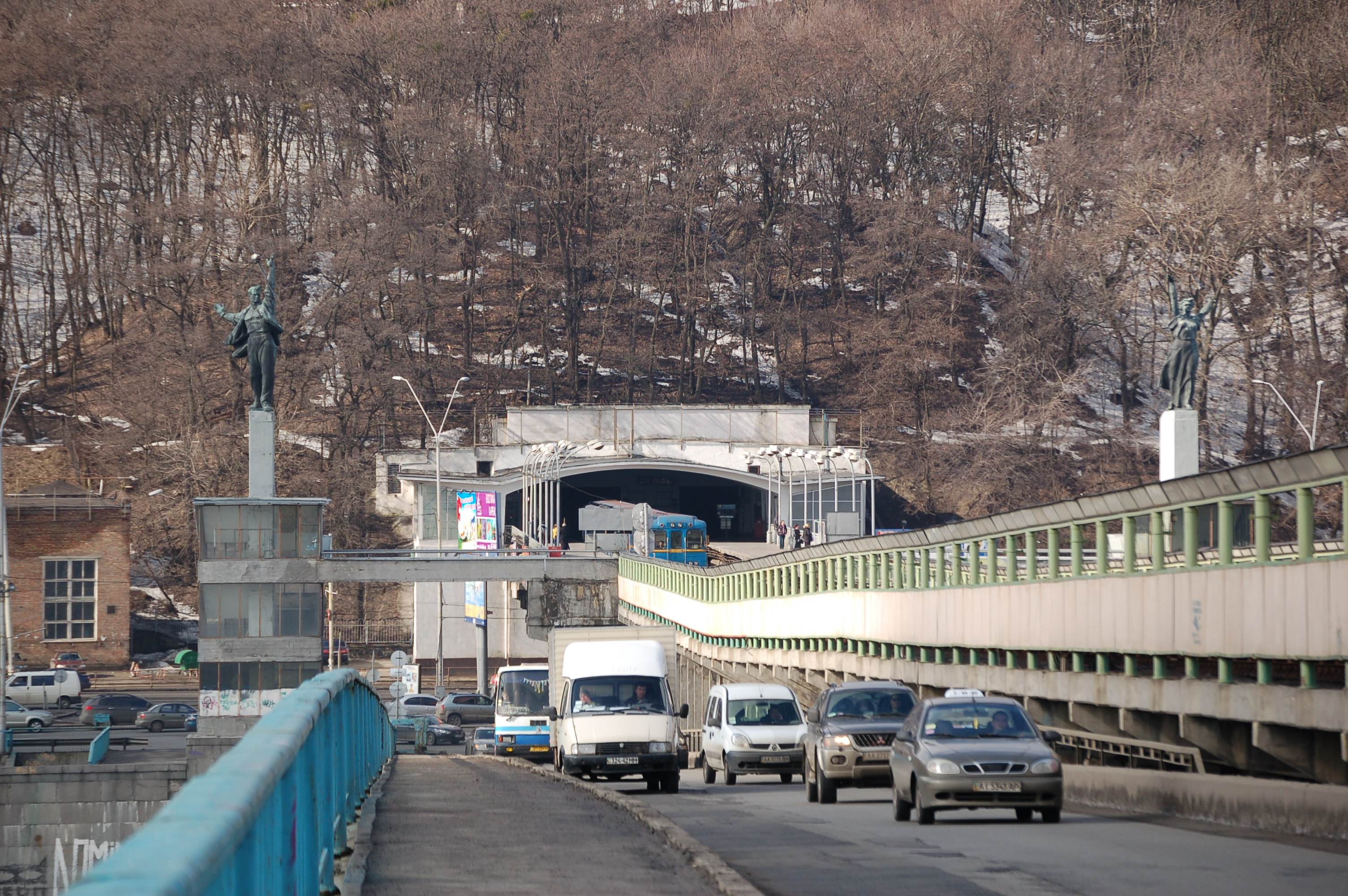
Станція метро «Дніпро»
Готель «Русь»